# 2024년 하계 올림픽 태권도
2024년 하계 올림픽 태권도(프랑스어: Taekwondo aux Jeux olympiques d'été de 2024)는 2024년 하계 올림픽의 정식 종목으로 진행되는 태권도 경기로 2024년 8월 7일부터 8월 10일까지 프랑스 파리 그랑팔레에서 열린다.
이번 대회는 총 128명의 선수가 참가하며, 남녀 동수로 이루어졌다. 남녀 4종목씩 총 8개 세부종목이 치러지는 구성으로 2008년 하계 올림픽 이래 동일하다. 각 체급마다 총 16명의 선수가 출전하게 되는데 난민 올림픽 선수단 소속 선수가 초청되거나 선발되는 경우에는 출전선수를 늘리게 된다.

## 예선
이번 대회에서는 8개 세부종목을 통틀어 남자 64명, 여자 64명의 남녀 동수로 총 128명의 선수에게 출전권이 주어진다. 각 국가 올림픽 위원회 (NOC)당 최대 8명의 선수를 출전할 수 있으며, 한 체급당 최대 1명까지, 한 성별당 최대 4명까지 허용된다.
올림픽 예선은 세계태권도연맹 (WTF) 올림픽 랭킹을 통해 8체급 (남녀 각 4체급)별로 상위 랭킹 5위까지 출전권을 부여한다. 이후 2023년 12월 16일~12월 17일 중화인민공화국 우시 시에서 열리는 WT 그랜드슬램 챔피언 시리즈에서 획득한 메달포인트에 따라 체급별 1위에게 올림픽 출전권을 부여한다. 2024시즌부터는 5개 대륙별 예선 토너먼트전을 기준으로 아시아, 아프리카, 아메리카, 유럽 대륙에서는 각 체급별 상위 2명까지, 오세아니아 대륙에서는 각 체급별 최상위 1명까지 출전권을 부여한다.
랭킹 선발을 통해 최소 남녀 각 2명의 선수 출전권을 확보한 NOC는 획득한 출전권을 포기하지 않는 한 해당 대륙별 예선 토너먼트전에 참가할 수 있는 자격을 갖춘 것으로 여겨진다. 수칙은 남녀 각 체급에 1명씩 총 2장의 출전권이 보장되는 개최국 프랑스에도 적용된다. 이밖에도 출전권을 확보하지 못했음에도 이번 대회에 태권도 선수를 초청시키고자 하는 적격 국가에 대해 3자 위원회의 초청을 거쳐 출전권을 획득하게 된다.

## 경기 일정
| 예 | 예선 / 8강전 / 4강전 | 결 | 패자부활전 / 메달결정전 |

| 종목/날짜  | 7일 수 | 7일 수 | 8일 목 | 8일 목 | 9일 금 | 9일 금 | 10일 토 | 10일 토 |
| ---------- | ------ | ------ | ------ | ------ | ------ | ------ | ------- | ------- |
| 남자       |        |        |        |        |        |        |         |         |
| 남자 58kg  | 예     | 결     |        |        |        |        |         |         |
| 남자 68kg  |        |        | 예     | 결     |        |        |         |         |
| 남자 80kg  |        |        |        |        | 예     | 결     |         |         |
| 남자 +80kg |        |        |        |        |        |        | 예      | 결      |
| 여자       |        |        |        |        |        |        |         |         |
| 여자 49kg  | 예     | 결     |        |        |        |        |         |         |
| 여자 57kg  |        |        | 예     | 결     |        |        |         |         |
| 여자 67kg  |        |        |        |        | 예     | 결     |         |         |
| 여자 +67kg |        |        |        |        |        |        | 예      | 결      |

## 참가국
이번 대회에는 총 60개국이 참가하였다.
- 아르헨티나 (1)
- 오스트레일리아 (3)
- 오스트리아 (1)
- 아제르바이잔 (1)
- 벨기에 (1)
- 브라질 (4)
- 불가리아 (1)
- 부르키나파소 (2)
- 캐나다 (2)
- 칠레 (2)
- 중화인민공화국 (6)
- 중화 타이베이 (1)
- 크로아티아 (3)
- 쿠바 (2)
- 체코 (2)
- 덴마크 (1)
- 도미니카 공화국 (1)
- 동티모르 (1)
- 이집트 (3)
- 피지 (2)
- 프랑스 (4)
- 가봉 (1)
- 감비아 (1)
- 독일 (1)
- 영국 (4)
- 기니비사우 (1)
- 홍콩 (1)
- 헝가리 (3)
- 개인 중립 (1)
- 아일랜드 (1)
- 이란 (4)
- 이스라엘 (1)
- 이탈리아 (3)
- 코트디부아르 (3)
- 요르단 (4)
- 카자흐스탄 (2)
- 레바논 (1)
- 레소토 (1)
- 말리 (1)
- 멕시코 (2)
- 모로코 (2)
- 니제르 (2)
- 나이지리아 (1)
- 북마케도니아 (1)
- 노르웨이 (1)
- 파푸아뉴기니 (2)
- 팔레스타인 (1)
- 난민 (5)
- 사우디아라비아 (1)
- 세네갈 (1)
- 세르비아 (3)
- 슬로베니아 (1)
- 대한민국 (4)
- 스페인 (4)
- 타지키스탄 (1)
- 태국 (3)
- 튀니지 (4)
- 튀르키예 (5)
- 미국 (4)
- 우루과이 (1)
- 우즈베키스탄 (5)
- 베네수엘라 (1)

## 메달리스트

### 남자
| 종목    | 금                                 | 은                             | 동                              |
| ------- | ---------------------------------- | ------------------------------ | ------------------------------- |
| 58kg급  | 박태준 · 대한민국                  | 가슴 마고메도프 · 아제르바이잔 | 시리안 라베 · 프랑스            |
| 58kg급  | 박태준 · 대한민국                  | 가슴 마고메도프 · 아제르바이잔 | 무함마드 할릴 젠두비 · 튀니지   |
| 68kg급  | 울루그베크 라시토프 · 우즈베키스탄 | 자이드 카림 · 요르단           | 량위솨이 · 중화인민공화국       |
| 68kg급  | 울루그베크 라시토프 · 우즈베키스탄 | 자이드 카림 · 요르단           | 이지바우 폰치스 · 브라질        |
| 80kg급  | 피라스 카투시‎ · 튀니지             | 메흐란 바르호르다리 · 이란     | 시모네 알레시오 · 이탈리아      |
| 80kg급  | 피라스 카투시‎ · 튀니지             | 메흐란 바르호르다리 · 이란     | 에디 흐르니치 · 덴마크          |
| +80kg급 | 아리안 살리미 · 이란               | 케이든 커닝엄 · 영국           | 라파엘 알바 · 쿠바              |
| +80kg급 | 아리안 살리미 · 이란               | 케이든 커닝엄 · 영국           | 셰이크 살라 시세 · 코트디부아르 |

### 여자
| 종목    | 금                       | 은                                 | 동                             |
| ------- | ------------------------ | ---------------------------------- | ------------------------------ |
| 49kg급  | 파니팍 웡파타나낏 · 태국 | 궈칭 · 중화인민공화국              | 모비나 네마차데 · 이란         |
| 49kg급  | 파니팍 웡파타나낏 · 태국 | 궈칭 · 중화인민공화국              | 레나 스토이코비치 · 크로아티아 |
| 57kg급  | 김유진 · 대한민국        | 나히드 키아니 · 이란               | 스카일러 파크 · 캐나다         |
| 57kg급  | 김유진 · 대한민국        | 나히드 키아니 · 이란               | 키미아 알리자데 · 불가리아     |
| 67kg급  | 마르톤 비비어너 · 헝가리 | 알렉산드라 페리시치 · 세르비아     | 크리스티나 티치아웃 · 미국     |
| 67kg급  | 마르톤 비비어너 · 헝가리 | 알렉산드라 페리시치 · 세르비아     | 사라 샤리 · 벨기에             |
| +67kg급 | 알테아 로랭 · 프랑스     | 스베틀라나 오시포바 · 우즈베키스탄 | 이다빈 · 대한민국              |
| +67kg급 | 알테아 로랭 · 프랑스     | 스베틀라나 오시포바 · 우즈베키스탄 | 나피아 쿠시 · 튀르키예         |